# رحمت أباد (غرمسير أردستان)
رحمت أباد (بالفارسية: رحمت‌آباد) هي قرية تقع في إيران في قسم غرمسير الريفي بمقاطعة أردستان. يقدر عدد سكانها بـ 501 نسمة .